# دیوید گارسیا (بازیکن فوتبال زاده ۱۹۸۲)
دیوید گارسیا (انگلیسی: David García؛ زادهٔ ۲۵ فوریهٔ ۱۹۸۲) بازیکن فوتبال اهل اسپانیا است.
از باشگاه‌هایی که در آن بازی کرده‌است می‌توان به باشگاه فوتبال لاس پالماس اشاره کرد.